# Tshawe Baqwa
Tshawe Shoore Baqwa, född 6 januari 1980 i Tyskland, också känd under artistnamnet Kapricon, är en norsk rappare, röstskådespelare och programledare. Tillsammans med Yosef Wolde-Mariam, utgör han hiphop- och rapduon Madcon som grundades 1992.

## Biografi
Tshawe Baqwa föddes i Tyskland, kom med sina sydafrikanska föräldrar till Norge när han var 6 månader gammal. Han växte upp i Stavanger och Oslo och flyttade sedan till Sydafrika vid 14 års ålder. Han valde dock senare att ensam återvända till Norge, där han sedan dess varit verksam inom musikbranschen. Baqwa vann den tredje säsongen av Skal vi danse. Han fick färre poäng av juryn än den andra artisten, Mona Grudt, men fler poäng av publiken. Han har även gjort rösten till Nico i barnfilmen Rio. Han är bror till artisten Nosizwe.